# Raung

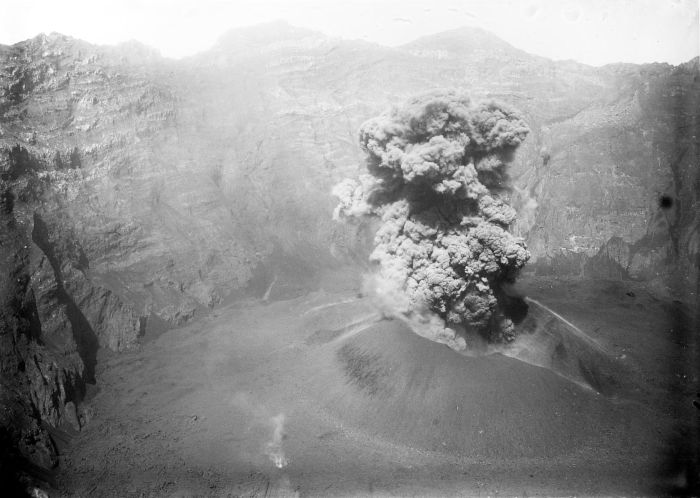
Eruptie van de vulkaan Raung, Ijen-plateau (17 juli 1913).

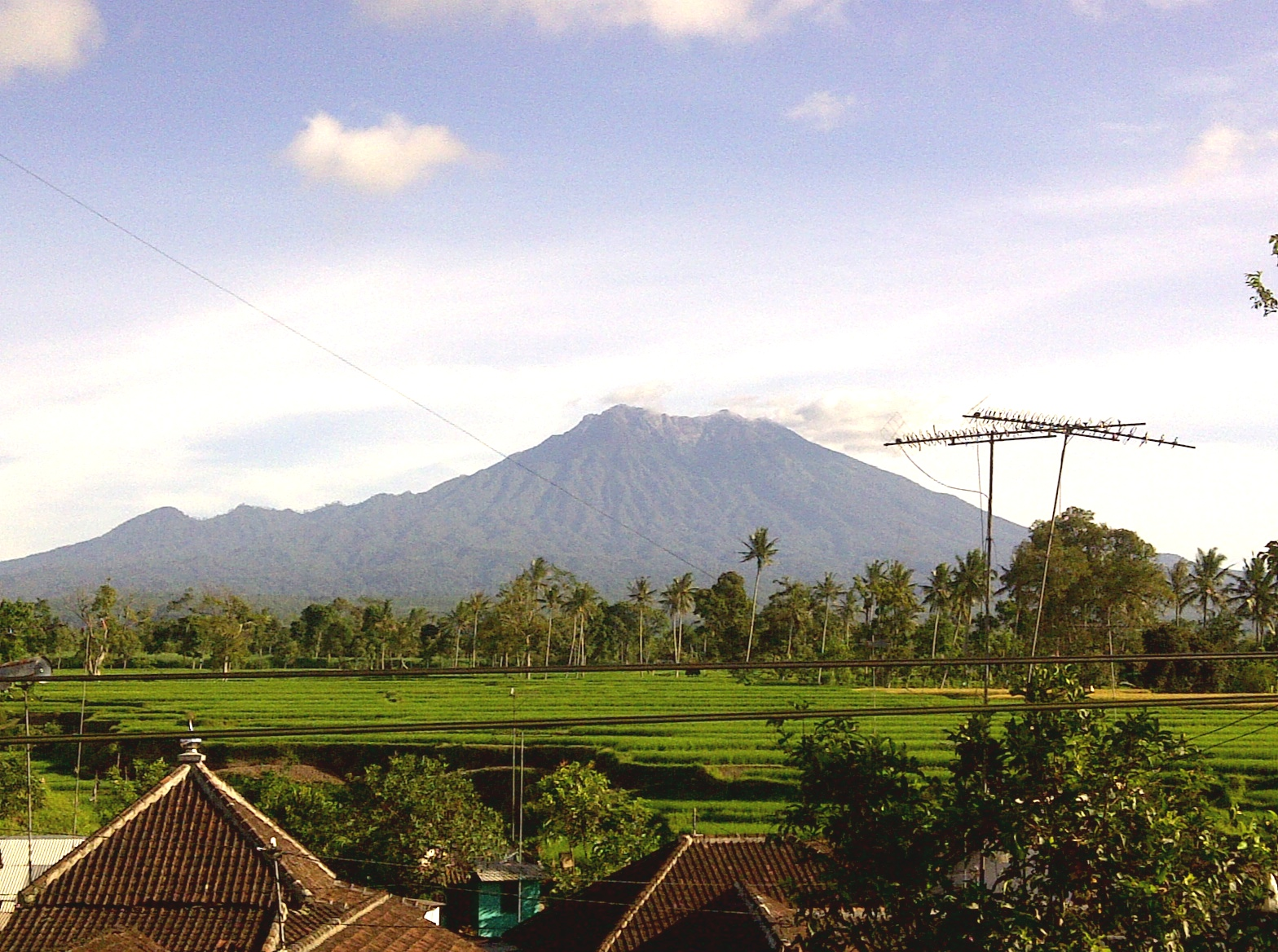
Het uitzicht op de berg Raung van Kalibaru WetanTown, Oost-Java, Indonesia

Raung (Indonesisch: Gunung Raung) is een actieve stratovulkaan op het Indonesische eiland Java in de provincie Oost-Java. 